# Полідактилія

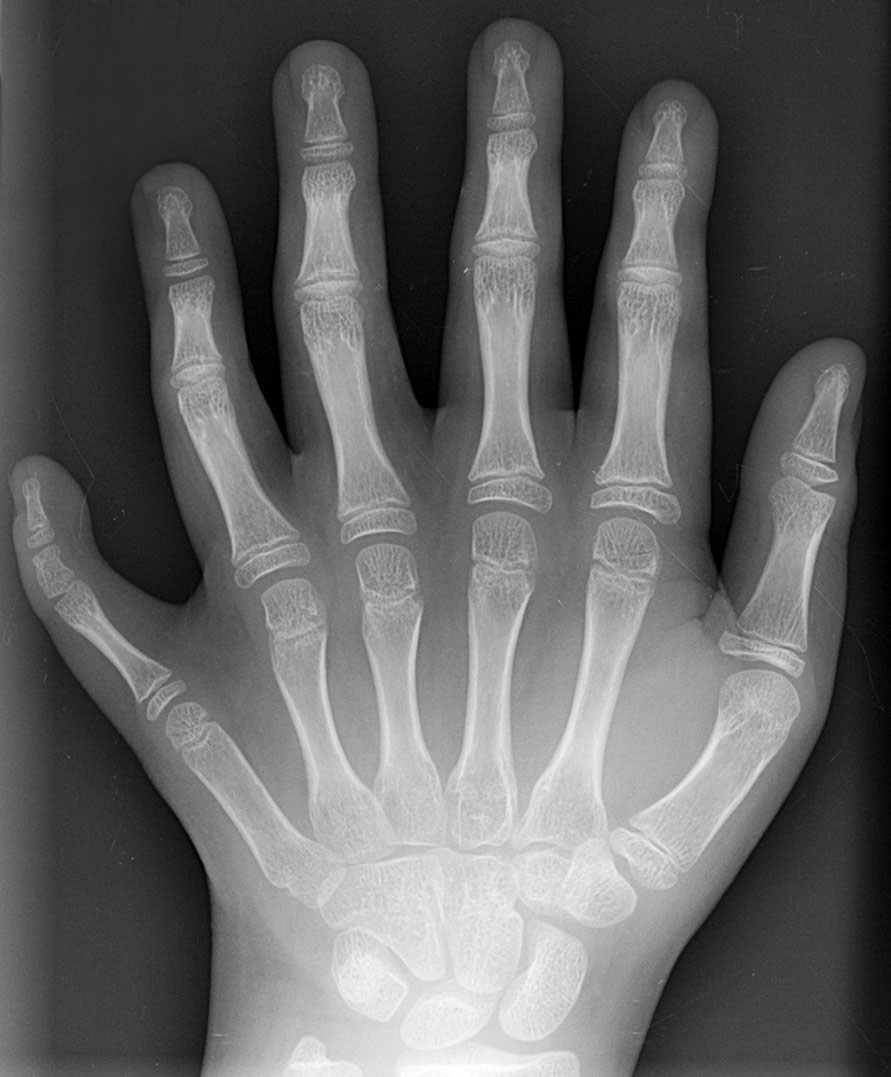
Полідактилія — Рентгенівський знімок 10-річного хлопчика

Полідактилія (лат. polydactylia) — вроджена аномалія, що характеризується наявністю «зайвих» пальців на руці чи на ступні. Як правило, шостий палець на ступні підлягає хірургічному видаленню. Наряду з полідактилією зустрічається адактилія.

## Спадковість
Однією з причин виникнення таких дефектів є спадкова сімейна полідактилія. Полідактилія частіше за все успадковується за аутосомно-домінантним типом, але іноді це анатомічне відхилення успадковується за аутосомно-рецесивним типом.

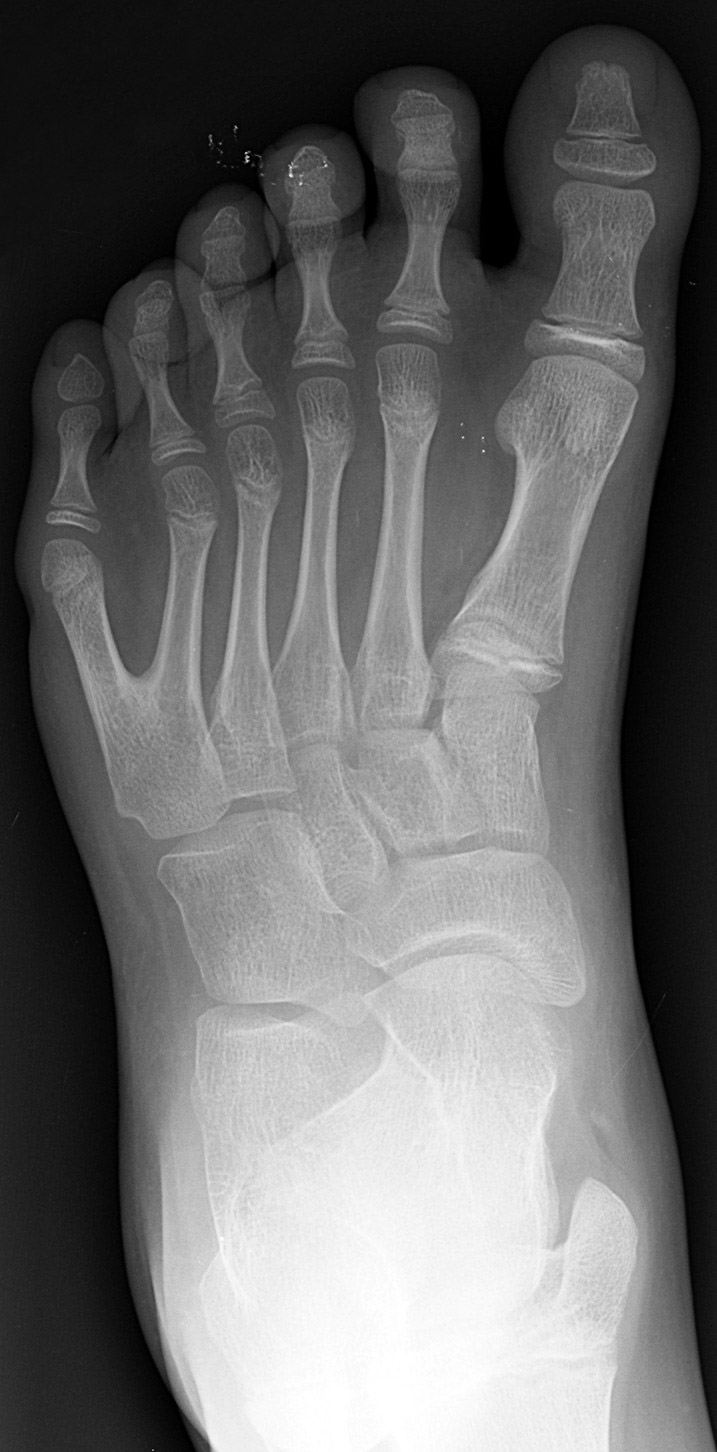

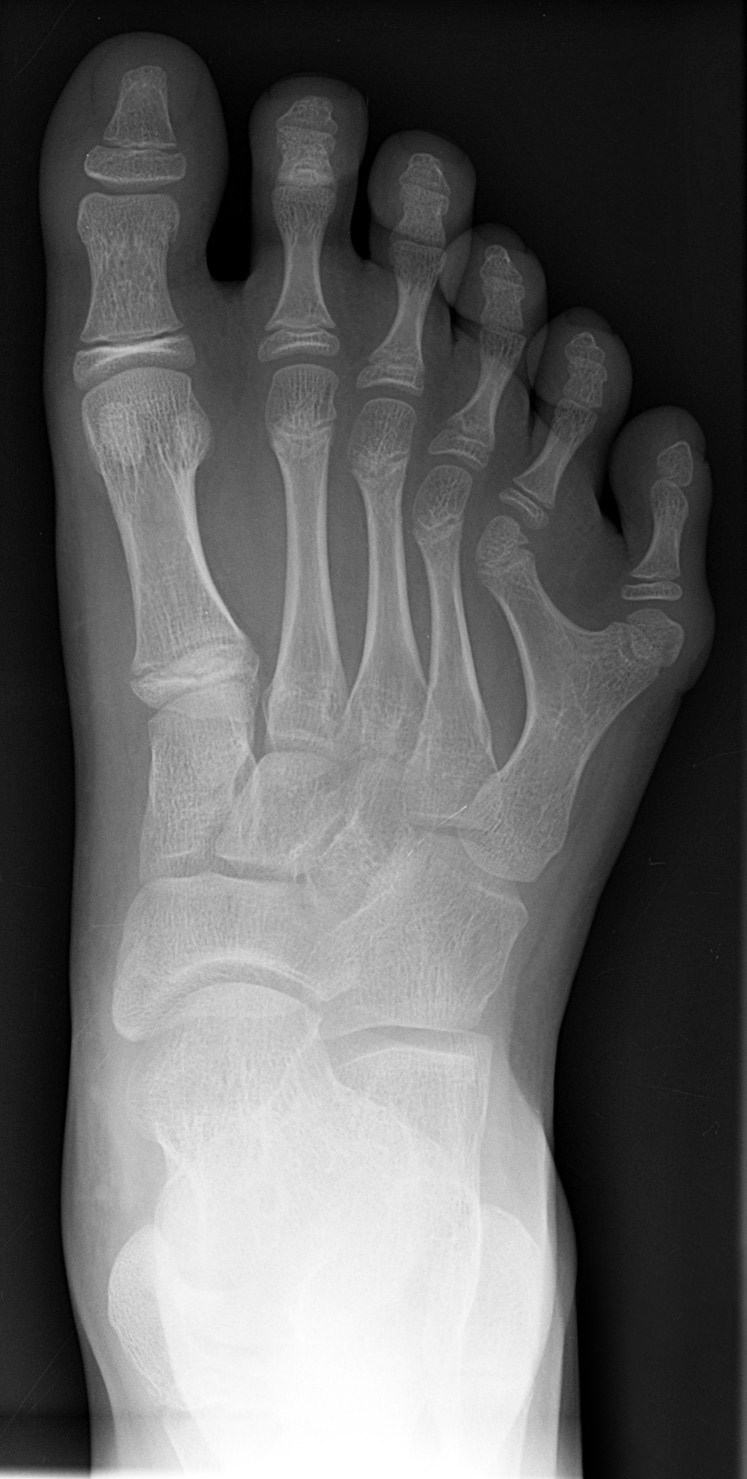
Полідактилія

## Етіологія
- Синдром Рубінштейна-Тайбі
- Сімейная полідактилія (спадковість)
- Синдром Карпентера
- Синдром Еліса-ван-Кревельда (хондроектодермальна дисплазія)
- Синдром Патау (трисомія по 13 хромосомі)
- Синдром Сміта-Лемлі-Опіца
- Торакальна дистрофія з асфіксією
- Синдром Лауренса-Мун-Біедла

## Частота
За статистикою, шестипалим народжується один новонароджений на 5000.

## Відомі особистості
- Тойотомі Хідейосі (1536 — 18 вересня 1598) — один із найвидатніших самураїв у японській історії.
- Хаунд-Дог Тейлор (12 квітня 1915 — 17 грудня 1975) — американський блюзовий гітарист та співак, мав по шість пальців на кожній руці.
- Ліам Галлахер (*21 вересня 1972) — вокаліст англійської групи Oasis, має 6 пальців на лівій нозі.
- Джемма Артертон (*12 січня 1986) — англійська акторка, мала по шість пальців на кожній руці.
- Мерілін Монро (1926—1962) — американська актриса, співачка, мала 6 пальців на лівій нозі.